# 林應雷
林應雷（1522年—？），字宗復，號豫斋，福建福州府閩縣人，軍籍，明朝政治人物。

## 生平
嘉靖三十一年（1552年）壬子科福建鄉試第八十八名舉人。嘉靖三十五年（1556年）中式丙辰科三甲第一百六十三名進士。都察院观政，授直隶绩溪县知县，四十年升户部主事，四十三年升员外，四十四年升郎中，隆慶元年升广东雷州府知府。復除镇江府知府，万历四年正月升两浙运使。

## 家族
曾祖林鐶；祖父林瀚；父林德宏，贈户部主事加郎中。母呂氏，贈安人加宜人；繼母宋氏。兄宗武、应鲸、弟林元立（舉人）、应龙（生员）、元亨（生员）、应星。